# Андреєв Андрій Андрійович
Андрі́й Андрі́йович Андре́єв (рос. Андрей Андреевич Андреев; 30 жовтня 1895, село Кузнецове Воскресенської волості Сичовського повіту Смоленської губернії, тепер Смоленської області, Російська Федерація — 5 грудня 1971, місто Москва) — діяч Комуністичної партії і радянської держави. Член ЦК РКП(б) у 1920—1921 р. Член ЦК ВКП(б) у 1922—1961 р. Член Організаційного бюро ЦК ВКП(б) у квітні 1922 — квітні 1928 року і березні 1935 — березні 1946 р. Кандидат в члени Політичного бюро ЦК ВКП(б) у липні 1926 — грудні 1930 р. Член Політичного бюро ЦК ВКП(б) у лютому 1932 — жовтні 1952 р. Секретар ЦК ВКП(б) у лютому 1924 — грудні 1925 року і лютому 1935 — березні 1946 р. Член Центрального виконавчого комітету СРСР 1—7 скликань. Депутат Верховної Ради СРСР 1—5-го скликань(1937—1962), член Президії Верховної Ради СРСР. Депутат Верховної Ради УРСР 2—3-го скликань.

## Життєпис
Народився 18(30) жовтня 1895 року в родині селянина-бідняка. Закінчив два класи сільської школи.
Перші роки свого трудового життя провів у Москві, куди 1908 року вирушив на заробітки. Працював хлопчиком у трактирах Москви. Навчався спочатку у недільній школі для робітників, потім на Пречистенських робітничих курсах. З 1911 року працював на різних підприємствах Кавказу і Півдня Росії. З 1914 року — в Петрограді. У 1914—1915 р. — робітник патронно-гільзової майстерні артилерійського складу, на роботі в страхових (лікарняних) касах Путилівського заводу і заводу «Скороход».
Член РСДРП(б) з травня 1914 року.
У 1915—1916 р. — член Петроградського комітету РСДРП. У 1917—1918 р. — один з організаторів Петроградської спілки металістів, член Петроградського комітету РСДРП(б), делегат VII (Квітневої) Всеросійської партійної конференції. Активний учасник Жовтневого перевороту, делегат 2-го Всеросійського з'їзду Рад.
Після Жовтневого перевороту працював на Уралі: брав діяльну участь у створенні органів радянської влади, в організації збройного опору чехословацьким військам і колчаківцям. У 1918—1919 р. — голова Центральної ради фабрично-заводських комітетів Уралу, комісар праці Уральської області.
У 1919 році направлений в Україну: член Південного бюро ВЦРПС, член ЦК Спілки металістів Української СРР, заступник начальника Управління металургійної і вугільної промисловості при РНГ Української СРР. У 1919—1928 р. — член Президії ВЦРПС.
У серпні 1919 року знову направлений ЦК РКП(б) на Урал, де працював представником ВЦРПС, членом Президії ВЦРПС на Уралі.
13 квітня 1920 — 17 вересня 1922 р. — секретар ВЦРПС у Москві, завідувач тарифно-економічного відділу ВЦРПС, представник ВЦРПС в Раді Праці і Оборони РРФСР.
У жовтні 1922 — січні 1928 р. — голова ЦК Спілки залізничників СРСР. Одночасно, у лютому 1924 — грудні 1925 року — секретар ЦК РКП(б).
У січні 1928 — грудні 1930 р. — відповідальний секретар Північно-Кавказького крайового комітету ВКП(б).
У грудні 1930 — 9 жовтня 1931 р. — голова Центральної Контрольної Комісії (ЦКК) ВКП(б), народний комісар робітничо-селянської інспекції СРСР і заступник Голови Ради народних комісарів СРСР. Одночасно, у грудні 1930 — лютому 1934 р. — заступник голови Комісії виконань РНК СРСР
2 жовтня 1931 — 28 лютого 1935 р. — народний комісар шляхів СРСР.
28 лютого 1935 — 18 березня 1946 р. — секретар ЦК ВКП(б). Одночасно, у березні 1935 — травні 1937 р. — завідувач промислового відділу ЦК ВКП(б). У липні 1937 року — тимчасовий виконувач обов'язків 1-го секретаря Саратовського обласного комітету ВКП(б).
12 січня 1938 — 12 березня 1946 р. — голова Ради Союзу Верховної Ради СРСР.
22 березня 1939 — 5 жовтня 1952 р. — голова Комісії партійного контролю при ЦК ВКП(б).
У січні — лютому 1942 р. — 1-й заступник народного комісара шляхів СРСР. У лютому 1942 — травні 1944 р. — заступник голови транспортного комітету при Державному Комітеті Оборони СРСР.
11 грудня 1943 — 19 березня 1946 р. — народний комісар землеробства СРСР, одночасно завідувач сільськогосподарського відділу ЦК ВКП(б).
19 березня 1946 — 15 березня 1953 р. — заступник голови Ради Міністрів СРСР. У березні 1946 — березні 1953 р. — заступник голови, голова Ради у справах колгоспів при Раді Міністрів СРСР.
У 1953 — березні 1962 р. — член Президії Верховної Ради СРСР. У жовтні 1957 — грудні 1971 р. — голова правління Товариства радянсько-китайської дружби.
З липня 1962 р. — персональний пенсіонер союзного значення у Москві, радник при Президії Верховної Ради СРСР.
Похований у Москві на Новодівочому цвинтарі.

## Нагороди
- чотири ордени Леніна (10.09.1945; 29.10.1945; 29.10.1955; 29.10.1965)
- орден Жовтневої Революції (30.10.1970)
- медалі

## Факти
До 26 липня 2024 року у місті Первомайськ була вулиця Андрія Андрєєва. Вулицю Андрія Андрєєва перейменували на вулицю Петра Дорошенка.